# Associazione Sportiva Bari 1949-1950
Questa voce raccoglie le informazioni riguardanti l'Associazione Sportiva Bari nelle competizioni ufficiali della stagione 1950-1951.

## Rosa
| N. |                     | Ruolo | Calciatore          |
| -- | ------------------- | ----- | ------------------- |
|    | Italia (bandiera)   | P     | Guido Visco Gilardi |
|    | Italia (bandiera)   | P     | Antonio Cortigiano  |
|    | Italia (bandiera)   | P     | Silvano Pipan       |
|    | Italia (bandiera)   | D     | Primo Sentimenti    |
|    | Italia (bandiera)   | D     | Alessandro Carlini  |
|    | Italia (bandiera)   | D     | Piero Pietrasanta   |
|    | Italia (bandiera)   | D     | Adone Stellin       |
|    | Italia (bandiera)   | C     | Elio Canonico       |
|    | Ungheria (bandiera) | C     | Béla Sárosi         |
|    | Italia (bandiera)   | C     | Valerio Cassani     |
|    | Italia (bandiera)   | C     | Ivo Isetto          |
|    | Italia (bandiera)   | C     | Paolo Giammarco     |

| N. |                     | Ruolo | Calciatore              |
| -- | ------------------- | ----- | ----------------------- |
|    | Italia (bandiera)   | C     | Giuseppe Santamato      |
|    | Italia (bandiera)   | C     | Luciano Filippelli      |
|    | Italia (bandiera)   | C     | Marino Brenco           |
|    | Ungheria (bandiera) | A     | Mihály Vörös            |
|    | Romania (bandiera)  | A     | Josef Fabian            |
|    | Italia (bandiera)   | A     | Carlo Stradella         |
|    | Italia (bandiera)   | A     | Danilo Bonini           |
|    | Italia (bandiera)   | A     | Vinicio Sabbatini       |
|    | Italia (bandiera)   | A     | Rinaldo Fiumi           |
|    | Italia (bandiera)   | A     | Carlo Zoppellari        |
|    | Italia (bandiera)   | A     | Sabino Cavone           |
|    | Italia (bandiera)   | A     | Angelo Lo Vecchio Musti |

## Risultati

### Serie A

#### Girone di andata
| 11 settembre 1949 1ª giornata | Bari | 2 – 0 | Genoa |  |

| 18 settembre 1949 2ª giornata | Bari | 3 – 2 | Bologna |  |

| 25 settembre 1949 3ª giornata | Juventus | 4 – 0 | Bari |  |

| 2 ottobre 1949 4ª giornata | Atalanta | 2 – 1 | Bari |  |

| 9 ottobre 1949 5ª giornata | Bari | 1 – 0 | Fiorentina |  |

| 16 ottobre 1949 6ª giornata | Bari | 2 – 1 | Lucchese |  |

| 20 ottobre 1949 7ª giornata | Palermo | 2 – 0 | Bari |  |

| 23 ottobre 1949 8ª giornata | Lazio | 4 – 2 | Bari |  |

| 30 ottobre 1949 9ª giornata | Bari | 1 – 1 | Triestina |  |

| 6 novembre 1949 10ª giornata | Venezia | 2 – 1 | Bari |  |

| 13 novembre 1949 11ª giornata | Bari | 1 – 5 | Torino |  |

| 20 novembre 1949 12ª giornata | Bari | 0 – 0 | Novara |  |

| 4 dicembre 1949 13ª giornata | Padova | 3 – 1 | Bari |  |

| 8 dicembre 1949 14ª giornata | Sampdoria | 3 – 0 | Bari |  |

| 11 dicembre 1949 15ª giornata | Bari | 1 – 1 | Pro Patria |  |

| 18 dicembre 1949 16ª giornata | Milan | 9 – 1 | Bari |  |

| 26 dicembre 1949 17ª giornata | Roma | 6 – 0 | Bari |  |

| 1 gennaio 1950 18ª giornata | Bari | 1 – 0 | Como |  |

| 8 gennaio 1950 19ª giornata | Inter | 4 – 0 | Bari |  |

#### Girone di ritorno
| 15 gennaio 1950 20ª giornata | Genoa | 1 – 0 | Bari |  |

| 22 gennaio 1950 21ª giornata | Bologna | 2 – 0 | Bari |  |

| 29 gennaio 1950 22ª giornata | Bari | 0 – 0 | Juventus |  |

| 5 febbraio 1950 23ª giornata | Bari | 1 – 0 | Atalanta |  |

| 12 febbraio 1950 24ª giornata | Fiorentina | 3 – 0 | Bari |  |

| 19 febbraio 1950 25ª giornata | Lucchese | 3 – 0 | Bari |  |

| 23 febbraio 1950 26ª giornata | Bari | 1 – 2 | Palermo |  |

| 5 marzo 1950 27ª giornata | Bari | 2 – 1 | Lazio |  |

| 12 marzo 1950 28ª giornata | Triestina | 1 – 0 | Bari |  |

| 19 marzo 1950 29ª giornata | Bari | 4 – 0 | Venezia |  |

| 26 marzo 1950 30ª giornata | Torino | 1 – 1 | Bari |  |

| 9 aprile 1950 31ª giornata | Novara | 0 – 0 | Bari |  |

| 16 aprile 1950 32ª giornata | Bari | 1 – 0 | Padova |  |

| 23 aprile 1950 33ª giornata | Bari | 3 – 1 | Sampdoria |  |

| 30 aprile 1950 34ª giornata | Pro Patria | 2 – 1 | Bari |  |

| 7 maggio 1950 35ª giornata | Bari | 2 – 0 | Milan |  |

| 14 maggio 1950 36ª giornata | Bari | 1 – 1 | Roma |  |

| 21 maggio 1950 37ª giornata | Como | 4 – 1 | Bari |  |

| 28 maggio 1950 38ª giornata | Bari | 2 – 3 | Inter |  |

## Statistiche

### Statistiche di squadra
| Competizione | Punti | In casa | In casa | In casa | In casa | In casa | In casa | In trasferta | In trasferta | In trasferta | In trasferta | In trasferta | In trasferta | Totale | Totale | Totale | Totale | Totale | Totale | DR  |
| Competizione | Punti | G       | V       | N       | P       | Gf      | Gs      | G            | V            | N            | P            | Gf           | Gs           | G      | V      | N      | P      | Gf     | Gs     | DR  |
| ------------ | ----- | ------- | ------- | ------- | ------- | ------- | ------- | ------------ | ------------ | ------------ | ------------ | ------------ | ------------ | ------ | ------ | ------ | ------ | ------ | ------ | --- |
| Serie A      | 29    | 19      | 11      | 5       | 3       | 29      | 18      | 19           | 0            | 2            | 17           | 9            | 56           | 38     | 11     | 7      | 20     | 38     | 74     | -36 |

### Statistiche dei giocatori
| Giocatore           | Serie A  | Serie A |
| Giocatore           | Presenze | Reti    |
| ------------------- | -------- | ------- |
| D. Bonini           | 21       | 0       |
| M. Brenco           | 1        | 0       |
| E. Canonico         | 23       | 2       |
| A. Carlini          | 36       | 0       |
| V. Cassani          | 20       | 4       |
| S. Cavone           | 3        | 0       |
| A. Cortigiano       | 12       | -14     |
| J. Fabian           | 31       | 4       |
| L. Filippelli       | 2        | 0       |
| R. Fiumi            | 13       | 1       |
| P. Giammarco        | 6        | 0       |
| I. Isetto           | 17       | 0       |
| A. Lo Vecchio Musti | 1        | 0       |
| P. Pietrasanta      | 28       | 0       |
| S. Pipan            | 9        | -17     |
| V. Sabbatini        | 21       | 0       |
| G. Santamato        | 2        | 0       |
| B. Sarosi (III)     | 21       | 2       |
| P. Sentimenti (V)   | 38       | 3       |
| A. Stellin          | 27       | 0       |
| C. Stradella        | 23       | 7       |
| G. Visco Gilardi    | 17       | -43     |
| M. Voros            | 34       | 14      |
| C. Zoppellari       | 12       | 1       |